# Trichosporiella flavificans
Trichosporiella flavificans är en svampart som först beskrevs av Nakase, och fick sitt nu gällande namn av de Hoog, Rodr. Mir. & Oorschot 1985. Trichosporiella flavificans ingår i släktet Trichosporiella, ordningen disksvampar, klassen Leotiomycetes, divisionen sporsäcksvampar och riket svampar.   Inga underarter finns listade i Catalogue of Life.